# Keményítő

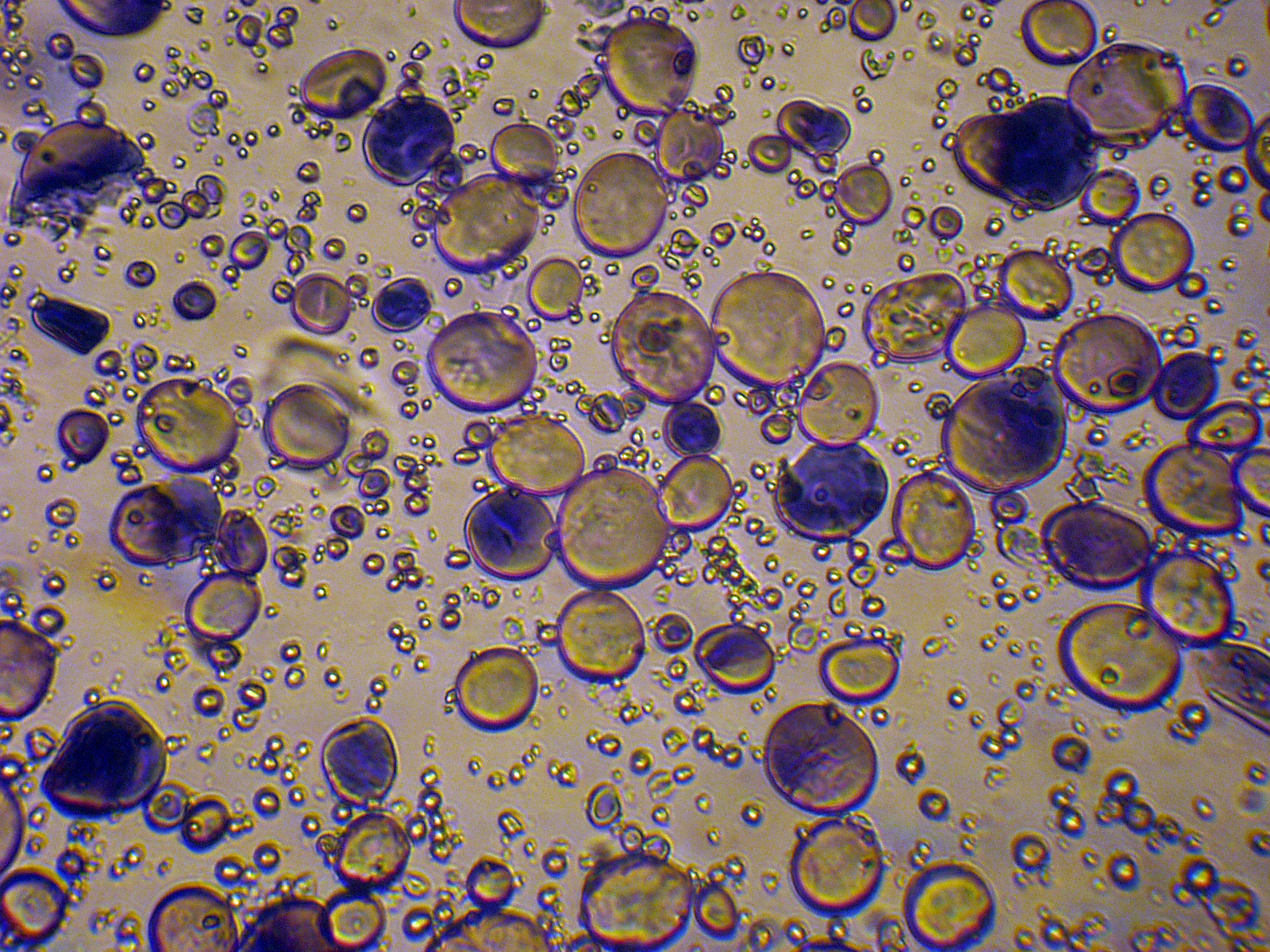
Búzakeményítő-szemcsék fénymikroszkópos felvételen, jóddal színezve

Az amilóz molekula szerkezete

Az amilopektin molekula szerkezete

A keményítő növényi poliszacharid, egy szénhidrát. Kémiai képlete (C6H10O5)n, ahol n egy nagy szám. Szerkezete α-D-glükózegységekből épül fel. Spirális alakú, el nem ágazó amilózból, és elágazó láncú amilopektinből áll.

## Tulajdonságai
A keményítő a növények raktározott tápanyaga. Főként magokban, gumókban, hüvelyesekben található. Gazdag keményítőtartalmú növények például a gabonafélék: búza, rozs, zab, a burgonya, a kukorica és a rizs. 
A keményítő fehér színű, íztelen és szagtalan szilárd anyag; olajos tapintású por, vagy szemcsés anyag, ami ujjak között dörzsölve jellegzetesen recsegő hangot hallat. Hideg vízben és alkoholban nem oldódik, forró vízben kolloid rendszert képez. Nem redukáló.
Jelenlétét jódoldattal lehet kimutatni. Keményítőtartalmú anyagra jódoldatot csepegtetve liláskék szín jelenik meg. Melegítés hatására az oldat színe eltűnik, de lehűlés hatására újra megjelenik. Ennek magyarázata az, hogy a jódmolekulák beépülnek a keményítő spiráljába; hő hatása esetén a jódmolekulák kijönnek a spirálból, de lehűlés hatására visszatérnek. Fordítva is igaz: jód kimutatására keményítő tartalmú oldatot lehet használni.

## Reakciói
- Vízzel, sav jelenlétében glükózzá alakul

{\displaystyle \mathrm {(C_{6}H_{10}O_{5})_{n}+n\ H_{2}O\Rightarrow n\ C_{6}H_{12}O_{6}} \,\!}
- Vízzel, amiláz jelenlétében szacharóz képződik

{\displaystyle \mathrm {2\ (C_{6}H_{10}O_{5})_{n}+n\ H_{2}O\Rightarrow n\ C_{12}H_{22}O_{11}} \,\!}
- Monoszacharidokból vízkilépéssel (kondenzációval) keletkezik

{\displaystyle \mathrm {n\ C_{6}H_{12}O_{6}\Rightarrow (C_{6}H_{10}O_{5})_{n}+n\ H_{2}O} }

## Felhasználása
Ételek sűrítésére, tészták készítésére, ipari szőlőcukor előállításánál használják. A keményítőtartalmú anyagokból nyert szőlőcukorból alkoholt gyártanak. A meleg vízben pépessé duzzasztott keményítőszemcsékből csiriz készül, melyet ragasztásra, szövetek keményítésére, appretálására használnak. A sütőporban vízmegkötő tulajdonsága miatt fontos adalékanyag.